# エムエス製作所
株式会社エムエス製作所（エムエスせいさくしょ）は、愛知県清須市に本社を置く自動車向け金型メーカーである。

## 概要
中国、インド、メキシコ、タイ、インドネシアに生産拠点を持ち、ウェザーストリップとよばれる自動車のゴム製窓枠の金型製造を得意とする。
金型製造の切削加工技術を活かし、馬具、ゴルフ用品、アウトドア用品の製造・開発も手掛けており、競馬騎手の武豊や川田将雅が使用する鐙を製造した。また、社長の迫田が循環器内科専門医を兼業していることから、医療用の感染防止用品や放射線防護板の開発など医工連携の取組にも力を入れていることも特色である。

## 沿革
1971年に創業し、創業者の頭文字からエムエス製作所と命名された。
2010年代に海外展開を加速し、2016年にはメキシコ現地法人を設立するなど5か国に進出した。2018年には、はばたく中小企業・小規模事業者300社、地域未来牽引企業、愛知ブランド企業に選出されたほか、少子化社会対策白書に掲載された。